# Золотой век коми
Как и у других народов, у коми-пермяков, в т.ч. и язьвинских коми-пермяков и коми-зырян существовало представление о веке всеобщего изобилия. Мифологема о безгрешном существовании предков характерна для всех культур и этносов, однако в быличках коми-народов о Золотом веке прослеживается грехопадение из-за другого древнего народа — чуди.

## Мифологемы о золотом веке коми

### Миф о потере продовольственной безопасности
В представлениях коми в Золотом веке небо было так низко над землёй, что до него можно было дотронуться руками. Колос пшеницы был кустист и брал начало от самого корня.
Однако некому чудину надоело ждать, пока вырастут колосья, и, выругавшись, рванул он охапку колосьев руками. Бог Ен рассердился на него, и с тех пор хлебные колоски не растут кустами.

### Миф о последствиях антисанитарии
Женщина-чудинка пекла блины и тут же остужала их, прикрепляя каждый к небу. Рядом с ней был её малыш, которому из-за нехватки времени мать подтёрла попу блином и затем зацепила его за небосвод. Тогда оскорблённое небо высоко поднялось над землёй, а пшеница потеряла свой высокий колос.

### Миф о буйстведемиурга
Миф о буйстве демиурга повествует о том, как бог Ен взялся уничтожать посевы колосьев, чтобы покарать людей. Однако, после появления собаки, ухватившейся за кончик колоса, бог сжалился и оставил людям немного колосьев. Этот миф символизирует мудрость собаки и силу колосьев, которые помогали людям выжить в трудное время.